# إلينا توريس
إلينا توريس (بالإسبانية: Elena Torres)‏ هي مربية وكاتِبة مكسيكية، ولدت في 3 يونيو 1893 في المكسيك، وتوفيت في 19 أكتوبر 1970.